# Pedieos
El Pedieos (en grec estàndard Πεδιαίος, Pedieos; en grec xipriota Πηθκιάς, Pithkiàs, o Πηδιάς, Pidiàs; en turc Kanlı Dere) és el riu més llarg de Xipre. Neix a les muntanyes del Tróodos, prop del monestir de Makheràs, i discorre en direcció nord-est per la plana de Messaoria, a través de la capital, Nicòsia. Després gira cap a l'est i arriba al mar a la badia de Famagusta, prop de l'antiga ciutat grega de Salamina.
El riu té uns 100 km de longitud. A l'àrea de Nicòsia, al llarg de 18 km, les seves ribes han estat condicionades per poder-hi passejar a peu i en bicicleta. Hi ha dues preses que en retenen les aigües, la més gran a Tàmassos, construïda el 2002.